# Fähre Hakenfelde–Tegelort

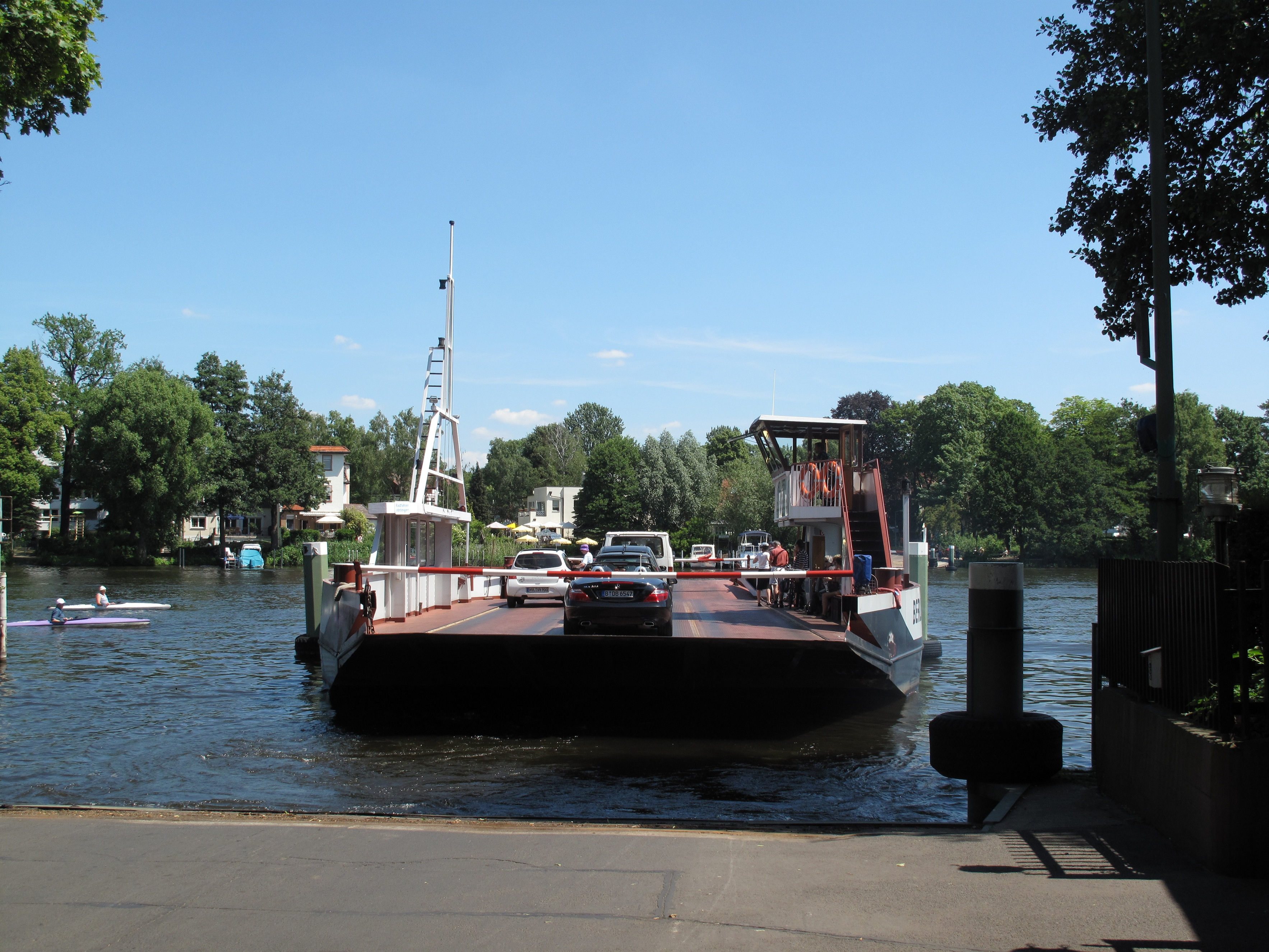
Autofähre Hakenfelde–Tegelort

Die Fähre Hakenfelde–Tegelort ist eine in Berlin von einem privaten Unternehmen betriebene Autofähre auf der Havel. Sie überbrückt rund 160 Meter zwischen dem Aalemannufer in Hakenfelde (Bezirk Spandau) und der Jörsstraße in Tegelort (Bezirk Reinickendorf), die Überfahrt erfolgt alle 10 Minuten und dauert rund 2,5 Minuten.
Die Fähre befördert neben Personenkraftwagen auch Motorräder, Fahrräder, Fußgänger und alle anderen Verkehrsteilnehmer wie Lastkraftwagen bis zu einem Einzelgewicht von 40 Tonnen über die Havel. Sie verkehrt ganzjährig. Wochentags nutzen rund 700 Fahrzeuge die Fähre, an den Wochenenden etwa halb so viele.

## Geschichte
Ende des 19. Jahrhunderts war eine Brücke zwischen Hakenfelde und Tegelort geplant. Die nächste Brückenverbindung befand sich damals etwa fünf Flusskilometer weiter südlich in der Gegend der heutigen Charlottenbrücke in Spandau.
Die Anwohner befürchteten jedoch eine Belästigung durch die Zunahme des Verkehrsaufkommens und lehnten die Einrichtung eines Fährverkehrs ab. Die erste Personen- und Wagenfähre Oberhavel wurde aufgrund gestiegenen Interesses und der wirtschaftlichen Entwicklung westlich der Havel im Sommer 1930 von den Brüdern Schelenz in Betrieb genommen. Ab dem Jahr 1934 führte neben den Brüdern Schelenz der Fährmann Richard Zieckow den Fährverkehr durch.
Im Jahr 1935 wurde der Fährverkehr aus wirtschaftlichen Gründen mangels Fahrgästen eingestellt, zwei Jahre später für drei Jahre wiederaufgenommen. Während des Zweiten Weltkrieges wurde der Fährverkehr auf dieser Strecke ebenfalls, überwiegend aus Mangel an Kraftstoff, unterbrochen. Nach dem Krieg nahm Richard Zieckow wegen geringen Autoverkehrs den Fährverkehr nicht wieder auf. Zwischen den Jahren 1946 und 1959 warb Stefan Zimma für den Fährbetrieb, aufgrund der hohen Investitionskosten für die Wiederaufnahme allerdings erfolglos.
Nach dem Bau der Berliner Mauer im Jahr 1961, der daraus sich ergebenden Insellage von West-Berlin und den in der Folge auftretenden Problemen hinsichtlich Verkehrsanbindung der Gebiete beiderseits der Havel, nahm Karl Kittel den Fährverkehr mit der 18-Meter-Autofähre Hol Über wieder auf. Kittel starb ein Jahr später, und der aus Ostpreußen stammende Wolfgang Burchardi senior übernahm den Fährbetrieb. Sein Sohn, Wolfgang Burchardi junior genannt, führte den Fährbetrieb weiter und ließ im Jahr 1977 von seinem Bruder Arnim ein neues Fährfahrzeug mit dem Namen Hol Über II bauen. Im Jahr 1986 nahm die Hol Über III den Fährbetrieb auf. Seit dem Jahr 1993 ist das Fährschiff Odin III in Betrieb, das man mit Schiffsführer für bis zu 30 Fahrgäste mieten kann.